# Жюсси-Шампань
Жюсси́-Шампа́нь (фр. Jussy-Champagne) — коммуна во Франции, находится в регионе Центр. Департамент — Шер. Входит в состав кантона Божи. Округ коммуны — Бурж.
Код INSEE коммуны — 18119.

## География
Коммуна расположена приблизительно в 210 км к югу от Парижа, в 120 км юго-восточнее Орлеана, в 22 км к юго-востоку от Буржа.
Через территорию коммуны протекает река Краон.

## Население
Население коммуны на 2008 год составляло 225 человек.
| 1962 | 1968 | 1975 | 1982 | 1990 | 1999 | 2008 |
| ---- | ---- | ---- | ---- | ---- | ---- | ---- |
| 156  | 176  | 240  | 247  | 226  | 265  | 225  |

## Экономика

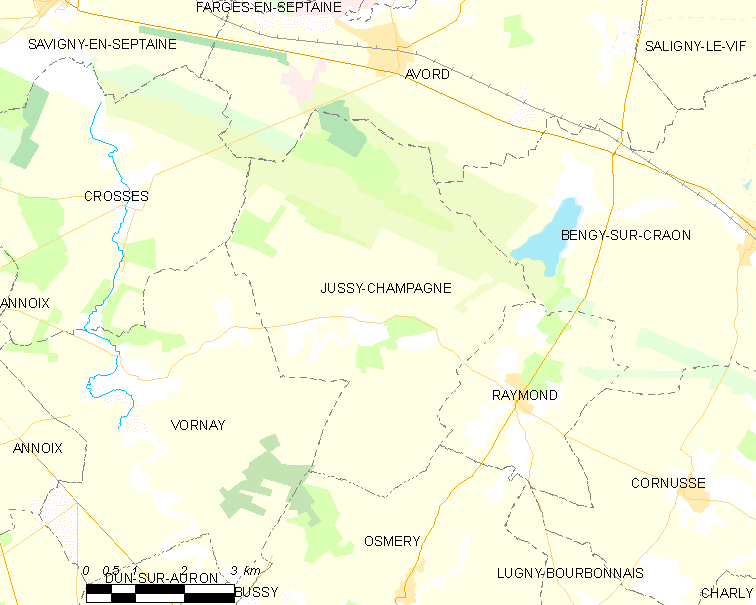
Карта коммуны

В 2007 году среди 152 человек в трудоспособном возрасте (15-64 лет) 118 были экономически активными, 34 — неактивными (показатель активности — 77,6 %, в 1999 году было 66,1 %). Из 118 активных работали 107 человек (61 мужчина и 46 женщин), безработных было 11 (5 мужчин и 6 женщин). Среди 34 неактивных 8 человек были учениками или студентами, 16 — пенсионерами, 10 были неактивными по другим причинам.

## Достопримечательности
- Скульптурная группа «Св. Георгий» (XVI век). Высота — 120 см, расположена в доме приходского священника. Исторический памятник с 1981 года[3]
- Скульптурная группа: «Св. Мартин на коне делится своим плащом» (XVI век). Высота — 120 см, расположена в доме приходского священника. Исторический памятник с 1981 года[4]
- Церковь Сент-Андре (XII век). Исторический памятник с 1911 года[5]
  - Надгробная плита на могиле Франсуа Гамаша (XVI век). Исторический памятник с 1892 года[6]
  - Два заалтарных образа: «Христос и апостолы» и «Страсти Христовы» (в настоящее время находится перед алтарём) XV века. Размеры — 100×250 см; камень, резьба. Исторический памятник с 1892 года[7]
- Замок Жюсси (XVI—XVII века). Исторический памятник с 1946 года[8]